# Yonggang-dong, Seoul
Yonggang-dong (koreanska: 용강동) är en stadsdel i stadsdistriktet Mapo-gu i Sydkoreas huvudstad Seoul.